# 1010-1019
De jaren 1010-1019 (van de christelijke jaartelling) zijn een decennium in de 11e eeuw.

## Belangrijke gebeurtenissen

### Heilig Roomse Rijk
- 1015 : Slag bij Florennes. Graaf Lambert I van Leuven, die getrouwd is met de zus van de onlangs overleden hertog Otto II van Neder-Lotharingen, kan het niet verkroppen dat Keizer Hendrik II de Heilige niet hem, maar Godfried de Kinderloze kiest als de nieuwe hertog van Neder-Lotharingen

### Middellandse Zee
- 1010 : Mujahid al-Muwaffaq sticht de Taifa Dénia, de eerste taifa die muntgeld produceert.
- 1015 : Mujahid al-Muwaffaq verovert Sardinië.
- 1016 : Op aanvraag van paus Benedictus VIII heroveren de maritieme republieken, de republiek Pisa en republiek Genua, het eiland. Alle familieleden van Mujahid al-Muwaffaq, onder wie zijn enige zoon Ali ibn Mujahid Iqbal ad-Dawla worden gevangengenomen.

### Byzantijnse Rijk
- 1014 : Slag bij Kleidion. Een klinkende overwinning voor de Byzantijnen, het einde van het Eerste Bulgaarse Rijk.

### Engeland
- 1016 : Slag bij Assandun. De koning van Engeland Edmund II en de koning van Denemarken Knoet de Grote staan tegen over elkaar. Later in hetzelfde jaar sterft Edmund en zo wordt Knoet de Grote koning van Engeland.
- 1017 : Knoet de Grote verdeelt Engeland in vier grote graafschappen: Wessex, Mercia, East Anglia en Northumbria.

### Vikingen
- De IJslandse Viking Thorfinn Karlsefni leidt een expeditie naar Noord-Amerika en tracht er een kolonie te stichten.

### Azië
- Begin van de Ly-dynastie in Annam (het latere Vietnam).

## Wetenschap

### Geschiedkunde
- 1010 : De Sjahnama vertelt het mythische en historische verhaal van Iran vanaf de schepping van de wereld tot de verovering van Perzië door het Arabische Rijk in de 7e eeuw en is neergeschreven door de Perzische dichter Ferdowsi.
- Tussen 1012 en 1018 schrijft Thietmar van Merseburg Chronicon of Kroniek in acht boeken. De kroniek bespreekt de gebeurtenissen in de periode van 908 en 1018.

## Heersers

### Europa
- Lage Landen
  - Bergen: Reinier IV (998-1013), Reinier V (1013-1039)
  - Midden-Friesland: Liudolf van Brunswijk (1006-1038)
  - West-Frisia: Dirk III (993-1039)
  - Hamaland: Diederik (995-1017), Balderik van Duffelgouw (1017-1018), Godfried de Kinderloze (1018-1023)
  - Neder-Lotharingen: Otto II (992-1012), Godfried de Kinderloze (1012-1023)
  - Leuven: Lambert I (1003-1015), Hendrik I (1015-1038)
  - Luik: Balderik van Loon (1008-1018), Walbod (1018-1021)
  - Luxemburg: Hendrik I (998-1026)
  - Utrecht: Ansfried (995-1010), Adelbold II (1010-1026)
  - Vlaanderen: Boudewijn IV (988-1035)

- Duitsland (Heilige Roomse Rijk): Hendrik II (1002-1024)
  - Beieren: Hendrik IV (1009-1017), Hendrik V (1018-1026)
  - Bohemen: Jaromir (1004-1012), Oldřich (1012-1033)
  - paltsgraafschap Bourgondië: Otto Willem (986-1026)
  - Gulikgouw: Gerard I (1003-1029)
  - Istrië: Poppo I (1012-1044)
  - Karinthië: Koenraad I (1004-1011), Adalbero van Eppenstein (1011-1035)
  - Opper-Lotharingen: Diederik I (978-1027)
  - Meißen: Herman I (1009-1038)
  - Noordmark: Bernard I van Brandenburg (1009-1018), Bernard II van Brandenburg (1018-1044)
  - Oostenrijk: Hendrik I (994-1018), Adalbert (1018-1055)
  - Saksen: Bernhard I (973-1011), Bernhard II (1011-1059)
  - Weimar: Willem III (1003-1039)
  - Zwaben: Herman III (1003-1012), Ernst I (1012-1015), Ernst II (1015-1030)

- Frankrijk: Robert II (996-1031)
  - Anjou: Fulco III (987-1040)
  - Aquitanië: Willem V (995-1030)
  - Blois en Tours: Odo II (1004-1037)
  - Boulogne: Boudewijn II (990-1025)
  - hertogdom Bourgondië: Robert II van Frankrijk (1004-1031)
  - Chalon: Hugo I (987-1039)
  - Eu: Godfried van Brionne (996-1015), Gilbert van Brionne (1015-1040)
  - Gascogne: Bernard Willem (996-1009), Sancho Willem (1009-1032)
  - Mâcon: Otto II (1004-1049)
  - La Marche: Bernard I (1005-1047)
  - Meaux en Troyes: Stefanus I (995-1021)
  - Normandië: Richard II (996-1027)
  - Toulouse: Willem III (978-1037)
  - Vendôme: Reinoud (1007-1017), Bodo (1017-1023)
  - Verdun: Frederik (1012-1022)
  - Valois - Wouter II van Vexin (992-1017), Rudolf III (1017-1038)
  - Vermandois: Albert II (?-1010), Otto (1010-1045)
  - Vexin - Wouter II (992-1017), Drogo (1017-1035)

- Iberisch schiereiland:
  - Barcelona: Raymond Borrell (992-1018), Berengarius Raymond I (1018-1035)
  - Castilië: Sancho I Garcés (995-1017), Garcia II (1017-1029)
  - Cordoba: Hisham II (1010-1013), Sulayman II ibn al-Hakam (1013-1016), Ali ibn Hammud al-Nasir (1016-1018), Abd al-Rahman IV (1018), Al-Qasim ibn Hammud al-Ma'mu (1018-1021)
  - Leon en Galicië: Alfons V (999-1028)
  - Navarra: Sancho III (1000-1035)
  - Portugal: Alvito Nunes (1008-1016), Nuno Alvites (1016-1028)

- Groot-Brittannië en Ierland
  - Engeland: Ethelred II (978-1013, 1014-1016), Sven Gaffelbaard (1013-1014), Edmund II (1016), Knoet de Grote (1016-1035)
  - Deheubarth: Edwin ab Einion en Cadell ab Einion (1005-1018), Llywelyn ap Seisyll (1018-1023)
  - Gwynedd: Aeddan ap Blegywryd (1005-1018), Llywelyn ap Seisyll (1018-1023)
  - Powys: Llywelyn ap Seisyll (999-1023)
  - Schotland: Malcolm II (1005-1034)
  - Ierland (hoge koning): Brian Boru (1002-1014), Máel Sechnaill mac Domnaill (1014-1022)

- Italië
  - Benevento: Pandulf II (981-1014), Landulf V (987/1014-1033)
  - Monferrato: Willem III (991-1042)
  - Savoye: Humbert Withand (1003-1048)
  - Sicilië: Ja'far al-Kalbi (998-1019), al-Akhal (1019-1037)
  - Toscane: Bonifatius van Bologna (1002-1012), Reinier (1014-1024)
  - Venetië (doge): Ottone Orseolo (1009-1026)

- Scandinavië
  - Denemarken: Sven Gaffelbaard (985-1014), Harald II (1014-1018), Knoet de Grote (1018-1035)
  - Noorwegen: Sven Gaffelbaard (999-1014), Olaf II (1014-1028)
    - jarl van Lade (onderkoning): Sven Håkonsson (999-1014), Erik Haakonsson (999-1012)

  - Zweden: Olaf II (995-1022)

- Balkan
  - Bulgarije: Samuel (997-1014), Gabriël Radomir (1014-1015), Ivan Vladislav (1015-1018), Prespian II (1018)
  - Byzantijnse Rijk: Basileios II (976-1025)
  - Kroatië: Krešimir III (997-1020), Gojslav (997-1030)

- Arelat (Bourgondië): Rudolf III (993-1032)
- Bretagne: Alan III (1008-1040)
- Hongarije: Stefanus I (997-1038)
- Kiev: Vladimir (980-1015), Svjatopolk I (1015-1019), Jaroslav de Wijze (1019-1054)
- Polen: Bolesław I (992-1025)

### Azië
- China (Song): Zhenzong (997-1022)
  - Liao: Shengzong (982-1031)
- Georgië: Bagrat III (1008-1014), George I (1014-1027)
- India
  - Chalukya: Vikramaditya V (1008-1015), Jayasimha II (1015-1042)
  - Chola: Rajaraja I (985-1014), Rajendra I (1012-1044)
- Japan: Ichijo (986-1011), Sanjo (1011-1016), Go-Ichijo (1016-1036)
- Karachaniden: Ahmad Arslan Khan (998-1017), Mansur Arslan Khan (1017-1024)
- Khmer-rijk (Cambodja): Jayavarman V (968-1001), Suryavarman I (1006-1050)
- Korea (Goryeo): Hyeonjong (1009-1031)
- Mataram: Erlangga (1019-1042)
- Perzië (Ghaznaviden): Mahmud (998-1030)
- Vietnam: Ly Thai To (1009-1028)

### Afrika
- Fatimiden (Egypte): al-Hakim (996-1021)
- Maghrawaden (Fez): El Moez Ibn Attia (1001-1026)
- Ziriden (Tunesië): Badis ibn Mansur (995-1016), al-Muizz ibn Badis (1016-1062)

### Religie
- paus: Sergius IV (1009-1012), Benedictus VIII (1012-1024)
  - tegenpaus: Gregorius VI (1012)
- patriarch van Alexandrië (Grieks): Arsenius (1000-1010), Theofilus II (1010-1020)
- patriarch van Alexandrië (koptisch): Zacharias (1004-1032)
- patriarch van Antiochië (Grieks): Elias II (1003-1010), Georgius Lascaris (1010-1015), Macarius de Zuivere (1015-1023)
- patriarch van Antiochië (Syrisch): Johannes VII bar Abdun (1004-1033)
- patriarch van Constantinopel: Sergius II (998-1019), Eustathius (1019-1025)
- katholikos-patriarch (Georgië): Melkisedek I (1001-1030)
- kalifaat van Bagdad (Abbasiden): al-Qadir (991-1031)

- aartsbisdom Bremen-Hamburg: Liawizo I (988-1013), Unwan (1013-1029)
- aartsbisdom Canterbury: Ælfheah (1006-1012), Lyfing (1013-1020)
- aartsbisdom Keulen: Heribert (999-1021)
- aartsbisdom Maagdenburg: Tagino (1004-1012), Walthard (1012), Gero van Wodenswegen (1012-1023)
- aartsbisdom Reims: Arnulf (999-1021)
- aartsbisdom Trier: Megingod (1008-1015), Poppo van Babenberg (1016-1047)

<< · 1010 · 1011 · 1012 · 1013 · 1014 · 1015 · 1016 · 1017 · 1018 · 1019 · >>
<< · 1000-1009 · 1010-1019 · 1020-1029 · 1030-1039 · 1040-1049 · 1050-1059 · 1060-1069 · 1070-1079 · 1080-1089 · 1090-1099 · >>